# أندريس غارسيا لا كال
أندريس غارسيا لا كال (بالإسبانية: Andrés García Calle)‏ هو كاتب إسباني، ولد في 2 أبريل 1909 في سيستاو في إسبانيا، وتوفي في 1980 في مدينة مكسيكو في المكسيك.